# Dąbrowa (powiat zamojski)
Dąbrowa – wieś w Polsce położona w województwie lubelskim, w powiecie zamojskim, w gminie Łabunie, ok. 10 km na południowy wschód od Zamościa.
W latach 1975–1998 miejscowość należała administracyjnie do województwa zamojskiego.
Wieś jest sołectwem w gminie Łabunie. Według Narodowego Spisu Powszechnego z roku 2011 wieś liczyła 60 mieszkańców.
Wierni Kościoła rzymskokatolickiego należą do parafii Matki Bożej Szkaplerznej i św. Dominika w Łabuniach.